# 道の駅吉野路 上北山
道の駅吉野路 上北山（みちのえき よしのじ かみきたやま）は、奈良県吉野郡上北山村大字河合にある国道169号の道の駅である。当駅は奈良県で第1号の道の駅として登録された。

## 施設
- 駐車場
  - 普通車：51台[1]
  - 大型車：2台[1]
  - 身障者用：1台[1]
- トイレ
  - 男性：大・小10
  - 女性：7
  - 身障者用：1
- ヤマザキショップ（イートインスペース併設[4]、7:00 - 20:00） - 2018年（平成30年）3月31日に開設[3][4]。上北山村では初めてのコンビニエンスストアである[3]。
- 特産品販売所（7:00 - 20:00）[1]
- 観光案内所[3]

### 管理団体
- 設置者：上北山村[3]
- 指定管理者：一般社団法人ツーリズムかみきた（2019年7月より）[5]

## 休館日
- 毎週火曜日[1][4]
- 年末年始（12月31日・1月1日）[1]

## アクセス
- 国道169号 - 登録路線

自動車
- E25 西名阪自動車道 郡山ICより約120分。

## 周辺
- 上北山村役場
- 北山川
- フォレストかみきた（上北山温泉「薬師湯」併設、当駅から約100mの位置にある）[1][5]
- 薬師堂
- 大台ヶ原